# Kantō-shō
Le kantō-shō (敢闘賞, lit. « prix de la combativité ») est l'un des trois sanshō que peut recevoir un lutteur sumo durant un tournoi.

## Description
Le prix de la combativité récompense un lutteur ayant réussi une performance honorable (10 victoires est généralement le minimum), généralement en haut de tableau. De manière générale, un lutteur de makuuchi faisant ses débuts dans cette division (shin-makuuchi) ou un lutteur de san'yaku dont c'est le premier tournoi à ce rang (shin-san'yaku) réalisant un 10-5 reçoit un prix, qui est généralement le prix de la combativité, le récompensant de ses efforts.
Depuis 1947, 186 lutteurs différents ont remporté au moins un kantō-shō, le record étant détenu par le lutteur Takatoriki, qui remporta 10 kantō-shō entre septembre 1990 et mars 2000.